# Fehérfarkú ichneumon
A fehérfarkú ichneumon (Ichneumia albicauda) a mongúzfélék családjába tartozó ragadozó. Az „ichneumon” név „felkutatót” jelent.

## Elterjedése, élőhelye
Afrika jelentős részén elterjedt faj, Szenegáltól és Egyiptom déli területeitől délre egészen Namíbia északi részéig és a Dél-afrikai Köztársaság keleti területéig előfordul. Ezeken kívül az Arab-félsziget déli felén is előfordul.
Elsősorban szavannák és bozótos területek lakója, de dús növényzetű folyópartokon és erdők szélén is megjelenhet.

## Alfajai
- Ichneumia albicauda albicauda
- Ichneumia albicauda dialeucos
- Ichneumia albicauda grandis
- Ichneumia albicauda haagneri
- Ichneumia albicauda ibeanus
- Ichneumia albicauda loandae
- Ichneumia albicauda loempo

## Megjelenése
A fehérfarkú ichneumon a mongúzfélék családjának legtermetesebb tagja. Testhossza 47-71 centiméter, farokhossza 36-47 centiméter, testsúlya 1,8-5,2 kilogramm. Testének aljszőrzete fehéres vagy sárgás színű, a koronaszőrök ellenben feketék, emiatt az állat szürkés-barnás színűnek látszik. Lábainak végei feketék. Jellegzetes bélyege, melyről nevét is kapta, hosszú, bozontos farkának fehér színű hegye.

## Életmódja
Éjszakai életmódú, magányosan élő faj. Nappal faodvakban, vagy nagyobb állatok, így földimalacok vagy varacskos disznók elhagyott üregeiben pihen. Elsősorban rovarokkal táplálkozik, de kígyókat, egyéb hüllőket, kisemlősöket is elfogyaszt, sőt elég sok gyümölcsöt is eszik.
Területtartó állat, mindkét ivarnak különálló területe van, melyet hevesen védelmez az azonos nemű fajtársakkal szemben. Egy hím és egy nőstény területe részben átfedhet, de az egyedek között a szaporodási időszakon kívül semmilyen kapcsolat nem áll fenn.

## Szaporodása
Szaporodási időszaka az esős évszakra esik. Egy-egy alomban egy-négy kölyök szokott születni. A nőstény mintegy 60 napig vemhes kicsinyeivel. A fiatal egyedeket az anyaállat egyedül neveli fel. A fiatal manguszták mintegy kilenc hónapos korukban válnak ivaréretté, de anyjuk már ez elérése előtt elüldözi őket területéről.

## Külső hivatkozások
- A faj szerepel a Természetvédelmi Világszövetség Vörös Listáján. IUCN. (Hozzáférés: 2009. szeptember 21.)
- Képek az interneten a fajról